# داود بن الهيثم التنوخي
أبو سعد داود بن الهيثم بن إسحاق التنوخي الأنباري (228 - 316 هـ = 843 - 928 م)، لغوي وكاتب وشاعر عباسي. ولد في الأنبار. له كتاب النحو على المذهب الكوفي، وخلق الإنسان، وله أشعار. كان فصيحا، لغويا، حسن العلم بالعروض. اشتغل بالحديث النبوي. توفي في الأنبار. 

## سيرته
هو دَاوُد بْن الهيثم بْن إسحاق بْن البهلول بْن حسان بْن سنان، أَبُو سَعْد التنوخي الأَنْبَارِيّ. ولد سنة 229 هـ/ 843 م في الأنبار. سمع جده إسحاق، وَأبا الخطاب زِيَاد بْن يَحْيَى الحساني، وَعمر بْن شبة النميري، وَحماد بْن إسحاق بْن إِسْمَاعِيل الْقَاضِي، وَأحمد بْن منصور الرمادي. وحدث بِبَغْدَادَ وَالأنبار فروى عنه مُحَمَّد بْن المظفر الْحَافِظ، وَطلحة بْن مُحَمَّد بْن جَعْفَر، وَأحمد بْن يوسف الأزرق وَغيرهم.

قَالَ عَلِيّ بْن المحسن، «وَكَانَ فصيحا نحويا لغويا، حسن العلم بالعروض، وَاستخراج المعمى، وَصنف كتبا في اللغة والنحو على مذهب الكوفيين، وَله كتاب كبير فِي خلق الإنسان متداول وَكَانَ أخذ عَنْ يعقوب بْن السكيت، وَلقي ثعلبا فحمل عنه، وَكَانَ يقول الشعر الجيد، وَلقي من الأخباريين جماعة، منهم حَمَّاد بْن إسحاق بن إبراهيم الموصليّ.»

توفي ابن الهيثم التنوخي سنة 316 هـ/ 928 م في الأنبار. 

## شعره
من شعره:

## مؤلفاته
- خلق الإنسان
- كتاب النحو
- أشعاره